# Bolata
Bolata (bulgariska: Болата) är en vik i Bulgarien.   Den ligger i regionen Dobritj, i den östra delen av landet, 400 km öster om huvudstaden Sofia.